# Exoneura subhamulata
Exoneura subhamulata är en biart som beskrevs av Rayment 1935. Exoneura subhamulata ingår i släktet Exoneura och familjen långtungebin. Inga underarter finns listade i Catalogue of Life.